# Gryllacris maculata
Gryllacris maculata är en insektsart som beskrevs av Christoph Gottfried Andreas Giebel 1861. Gryllacris maculata ingår i släktet Gryllacris och familjen Gryllacrididae.

## Underarter
Arten delas in i följande underarter:
- G. m. fasciipennis
- G. m. maculata